# انتونیو فلورس (بازیکن فوتبال، زاده ۱۹۷۲)
انتونیو فلورس (انگلیسی: Antonio Flores؛ زادهٔ ۷ مارس ۱۹۷۲) بازیکن فوتبال اهل اسپانیا است.